# ألان هنت (لاعب كريكت)
ألان هنت (28 ديسمبر 1968 - )  (بالإنجليزية: Alan Hunt)‏ هو لاعب كريكت بريطاني.